# Stay (canção de Jay Sean)
"Stay" é o terceiro single do segundo álbum de Jay Sean, My Own Way. Foi lançado a 7 de Julho de 2008.

## Faixas e formatos
| #                   | Título                                                                 | Duração |
| ------------------- | ---------------------------------------------------------------------- | ------- |
| Digital CD1         |                                                                        |         |
| 1.                  | "Stay" [Versão do Álbum]                                               | 3:39    |
| 2.                  | "Stay" [Boy Better Know Remix] (com Frisco, Skepta, Chipmunk & Jammer) | 3:37    |
| Maxi CD/Digital CD2 |                                                                        |         |
| 1.                  | "Stay" [Versão do Álbum]                                               | 3:39    |
| 2.                  | "Never Been In Love"                                                   | 3:21    |
| 3.                  | "Stay" [Boy Better Know Remix]                                         | 3:41    |
| 4.                  | "Stay" [Soundbwoy Remix]                                               | 3:37    |
| 5.                  | "Stay" [Dubai Shadow Desi Remix] (com Anushka Manchanda)               | 4:03    |

## Videoclipe
Foi lançado exclusivamente no canal oficial do Youtube a 5 de Maio de 2008.
A 12 de Maio de 2008, o vídeo estreou no canal de música The Box.

## Desempenho

### Posições
| Tabelas musicais (2008) | Melhor posição |
| ----------------------- | -------------- |
| UK Download Chart       | 67             |
| UK Singles Chart        | 59             |
| Turkish Singles Chart   | 23             |